# Arminiheringia auceta
Arminiheringia auceta és una espècie extinta de mamífer esparassodont de la família dels proborhiènids que visqué a Sud-amèrica durant l'Eocè. Se n'han trobat restes fòssils a la província argentina de Chubut. Es tracta de l'única espècie del gènere Arminiheringia.